# Юсаф, Патрас
Патрас Юсаф (англ. Patras Yusaf; 29 июля 1936, Британская Индия — 29 декабря 1998, Мултан, Пакистан) — католический прелат, ординарий епархии Мултана.

## Биография
Патрас Юсаф родился 29 июля 1836 года в Британской Индии. После получения богословского образования в семинарии Христа Царя в Карачи 29 декабря 1965 года был рукоположён в священника.
В 1970 году Патрас Юсаф был назначен генеральным викарием епархии Фейсалабада. В 1976 году окончил обучение в Риме и стал преподавать в семинарии Христа Царя. С 1986 по 1998 год Патрас Юсаф был национальным директором организации «Каритас Пакистана».
19 декабря 1981 года Римский папа Иоанн Павел II назначил Патраса Юсафа титулярным епископом Синнуары и вспомогательным епископом епархии Мултана. 19 февраля 1982 года был рукоположён в епископа.
20 октября 1984 года Патрас Юсаф был назначен епископом Мултана и исполнял эту должность до своей смерти.